# 세이커매
세이커매(Saker falcon) 또는 헨다손매는 대형 매 종이다. 이 종은 중앙 유럽에서부터 동쪽으로 만주에 이르는 지역으로까지 번식한다. 남극단 지역을 제외하고 겨울을 나는 철새로, 에티오피아, 아라비아반도, 파키스탄 북부, 중국 서부에서 겨울을 난다. 헝가리, 아랍에미리트, 몽골의 국조이다.

## 내용
몸 길이는 57센티미터, 날개 길이는 97~126센티미터에 이른다. 수컷의 몸무게는 730~990그램, 암컷의 몸무게는 970~1,300그램에 이른다.